# 超人機
《超人機》是日本東映所製作的特攝電視劇。自1987年3月16日至1988年1月17日、毎週一19時00分～19時30分（至第24集為止）、毎週日9時30分～10時00分（第25集起）在朝日電視台系播出，全39集。

## 介绍
古賀博士是機械人工學權威，在第二次世界大戰之後負笈美國，經過了42年後返回日本。因為他得知了尼祿斯帝國與其幕後陰謀的存在。
　　尼祿斯帝國的皇帝桐原剛造，在發現古賀博士回國後命令麾下的四大軍團追殺博士。古賀博士受傷之際，回到二戰時日本軍秘密基地－銀色柯克斯，並喚醒依據自己二戰時期戰死的兒子古賀龍夫的形貌，所製造出的超人機與尼祿斯軍團對抗。

## 登場人物
- 劍流星、古賀龍夫：妹尾洸 港配:李智良-->劉昭文
  - 梅塔路達（Metalder）（配音）：飯田道郎
飯田在第9～14集與電影版中，擔任變身前劍流星的配音。而妹尾擔任變身後的配音，僅有第2集開頭與完結篇的最後一幕。
- 史普林格［スプリンガー]：古賀博士開發的支援型機器狗。比超人機還早開發完成；由杜賓狗擔任
- 仰木 舞：本作第一女主角；平常為攝影週刊UP的契約攝影記者
- 古賀龍一郎：上原謙 港配;源家祥
- 仰木舞：青田浩子 港配;楊婉清-->黃麗芳
- 北八荒：河合宏 港配;黃健強-->馮錦堂
- 桐原剛造：藤堂新二 港配;盧國權

曾參與古賀博士開發超人機計畫
需要秘書K與S打開「夜之闇」籠罩後，才可變身成為「神涅羅斯」，並進入「幽靈銀行」空間
- - 神涅羅斯（God Neros）（配音）：渡部猛
- 鎧軍団中闘士ムキムキマン：ムキムキマン
- 鎧軍団中闘士フーフーチュウ：大黑坊弁慶（花嵐）
- 美人秘書K：美津井祐子 港配;雷碧娜
- 美人秘書S：山本惠美子 港配;鄭麗麗
- 仰木信吾：有川博 港配;招世亮
- 旁白：政宗一成 港配;招世亮

邪惡四大軍團
戰鬥機器人軍團 凱聖バルスキー率領的爆鬥士
怪物軍團 

## 放送局
- 東京都、關東廣域圏 ANB〔現:EX〕 朝日電視台
- 北海道 HTB 北海道電視台
- 青森縣 RAB 青森放送
- 岩手縣 IBC 岩手放送〔現:IBC岩手放送〕
- 宮城縣 KHB 東日本放送
- 秋田縣 ABS 秋田放送
- 山形縣 YBC 山形放送
- 福島縣 KFB 福島放送
- 新潟縣 NT21〔現:UX〕 新潟電視台21
- 山梨縣 UTY 山梨電視台
- 石川縣 ITC 石川電視台
- 福井縣 FBC 福井放送
- 長野縣 TSB 信州電視台
- 靜岡縣 SKT 靜岡縣民電視台〔現:SATV 靜岡朝日電視台〕
- 愛知縣、中京圏 NBN 名古屋放送〔現:メ〜テレ〕
- 大阪府、近畿廣域圏 ABC 朝日放送
- 鳥取縣、島根縣 BSS 山陰放送
- 岡山縣、香川縣 KSB 瀨戶內海放送
- 廣島縣 UHT〔現:HOME〕 廣島HOME電視台
- 山口縣 KRY 山口放送
- 德島縣 JRT 四國放送
- 愛媛縣 EBC 愛媛放送〔現:愛媛電視台〕
- 高知縣 RKC 高知放送
- 福岡縣 KBC 九州朝日放送
- 長崎縣 NBC 長崎放送
- 熊本縣 TKU 熊本電視台
- 大分縣 TOS 大分電視台
- 宮崎縣 UMK 宮崎電視台
- 鹿兒島縣 KKB 鹿兒島放送

### 海外播映
| 無綫電視翡翠台 每日 06:00 - 06:25 12月29日 06:00-06:55 | 無綫電視翡翠台 每日 06:00 - 06:25 12月29日 06:00-06:55 | 無綫電視翡翠台 每日 06:00 - 06:25 12月29日 06:00-06:55 |
| ------------------------------------------------------ | ------------------------------------------------------ | ------------------------------------------------------ |
|                                                        | 銀戰士 重播 （1994年11月22日-12月29日）                |                                                        |
| 鑽石王老五 重播 （06:00-06:55）                        | 楚河漢界 重播 （06:00-06:55）                          |                                                        |

## 關連項目
- 金屬英雄系列

## 外部連結
- DVD 超人機メタルダーBOX特集 （页面存档备份，存于）